# Baktalórántházai járás
A Baktalórántházai járás Szabolcs-Szatmár-Bereg vármegyéhez tartozó járás Magyarországon 2013-tól, székhelye Baktalórántháza. Területe 254,47 km², népessége 19 521 fő, népsűrűsége pedig 77 fő/km² volt 2013. elején. 2013. július 15-én egy város (Baktalórántháza) és 11 község tartozott hozzá.
Baktalórántháza (illetve Lórántházával 1930-ban történt egyesülése előtt Nyírbakta a járások 1983. évi megszüntetése előtt is volt járási székhely, az állandó járási székhelyek kijelölésétől (1886) 1970-ig. E járás elnevezése az 1950-es járásrendezésig Nyírbaktai járás, azután pedig Baktalórántházi járás volt, és az 1950-es megyerendezésig Szabolcs vármegyéhez tartozott, azután Szabolcs-Szatmár megyéhez.

## Települései
| Település       | Rang (2013. július 15.) | Közös hivatal   | Kistérség (2013. január 1.) | Népesség (2013. január 1.) | Terület (km²) |
| --------------- | ----------------------- | --------------- | --------------------------- | -------------------------- | ------------- |
| Baktalórántháza | járásszékhely város     | Baktalórántháza | Baktalórántházai            | 4 037                      | 35,25         |
| Levelek         | nagyközség              | Levelek         | Baktalórántházai            | 2 956                      | 25,73         |
| Besenyőd        | község                  | Levelek         | Baktalórántházai            | 681                        | 9,45          |
| Laskod          | község                  | Baktalórántháza | Baktalórántházai            | 995                        | 13,59         |
| Magy            | község                  | Ófehértó        | Baktalórántházai            | 922                        | 20,7          |
| Nyíribrony      | község                  | Ramocsaháza     | Baktalórántházai            | 1 080                      | 20,09         |
| Nyírjákó        | község                  | Baktalórántháza | Baktalórántházai            | 895                        | 10,34         |
| Nyírkércs       | község                  | Ramocsaháza     | Baktalórántházai            | 826                        | 14,28         |
| Ófehértó        | község                  | Ófehértó        | Baktalórántházai            | 2 587                      | 43,17         |
| Petneháza       | község                  | Petneháza       | Baktalórántházai            | 1 790                      | 24,2          |
| Ramocsaháza     | község                  | Ramocsaháza     | Baktalórántházai            | 1 529                      | 18,11         |
| Rohod           | község                  | Petneháza       | Baktalórántházai            | 1 223                      | 19,56         |